# Saunders-Roe A.21 Windhover
Dimensions
Le Saunders-Roe A.21 Windhover était un avion amphibie britannique de l'Entre-deux-guerres, conçu par Saunders-Roe. Il fut initialement annoncé avec la désignation A.19 Thermopylae, du nom d'un célèbre clipper britannique, le Windhover étant une version agrandie du Cutty Sark, du même constructeur.

## Conception et développement
Quand des tentatives d'améliorer la puissance du Cutty Sark par l'ajout d'un troisième moteur de Havilland Gipsy II se montrèrent inexploitables (en raison de la masse ajoutée sur une structure de relativement petite taille), Saunders-Roe conçut un avion plus grand sur le même dessin, qui pourrait enfin emporter trois moteurs Gipsy sans problème. Bien qu'ayant été un avion techniquement réussi et quasiment sans défaut pendant son service, il appartenait à une catégorie disposant d'un marché très limité, et seuls deux appareils furent construits.

## Exemplaires de production
- A.21/1 : Prototype. Cet appareil vola pour la première fois à Cowes le 16 octobre 1930, et portait le numéro ZK-ABW, prévu pour être livré à la compagnie Dominion Airways, de Nouvelle-Zélande. L'avion fut vendu en septembre 1931 à Matthews Aviation de Melbourne, en Australie, et reçut un numéro de registre australien VH-UPB. Entre janvier 1933 et février 1934, il opéra un service régulier de passagers dans le détroit de Bass, entre Melbourne et Launceston, en Tasmanie, via l'île King. Le 13 mai 1936, il fut endommagé au-delà de toute réparation possible lorsqu'il fut poussé contre le rivage par le vent à l'île King, alors qu'il effectuait un vol charter pour un groupe de chasseurs. Sa coque fut sauvée et termina son existence comme structure d'entraînement à Melbourne pendant la Seconde Guerre mondiale, avant d'être détruite[1] ;
- A.21/2 : Premier et seul appareil de « série », achevé en juillet 1931. Après modifications (addition d'une aile secondaire de dimensions réduites au-dessus des moteurs pour améliorer l'écoulement de l'air et augmenter la portance), il fut vendu à Francis Francis sous le numéro G-ABJP, qui le revendit en septembre à Gibraltar Airways pour la liaison Gibraltar-Tanger. En juillet 1932, il fut vendu à Mildred Bruce et nommé City of Portsmouth. Le train d'atterrissage fut temporairement retiré, et pendant le mois d'août 1932, il fut utilisé dans trois tentatives de battre le record d'endurance avec ravitaillement en vol. Ce projet n'aboutit pas et, en mai 1935, l'avion fut revendu à Jersey Airways (en), puis retiré du service en 1938[1],[2].